# Peixe-leão-comum
O peixe-leão-comum (Pterois miles), também conhecido como peixe-leão-indiano, é uma espécie de peixe venenoso do gênero Pterois, da família Scorpaenidae. Frequentemente é confundido com o peixe-leão-vermelho (Pterois volitans). É nativo do Oceano Índico e sendo uma espécie invasora no Oceano Atlântico, predando espécies nativas e endêmicas.

## Taxonomia
O nome científico vem do grego pteron, que significa "asa", e do latim miles, que significa "soldado". Foi descrito em 1828, pelo naturalista britânico John Whitchurch Bennett.

## Aparência
Possuem 13 espinhos longos na barbatana dorsal, 9 a 11 espinhos moles e 3 espinhos longos na barbatana anal. As barbatanas peitorais são semelhantes à asas, com espinhos largos e lisos separados. Esses peixes variam da cor, do avermelhado ao castanho, podendo chegar no tom acinzentado, e possuem varias listras finas na vertical.

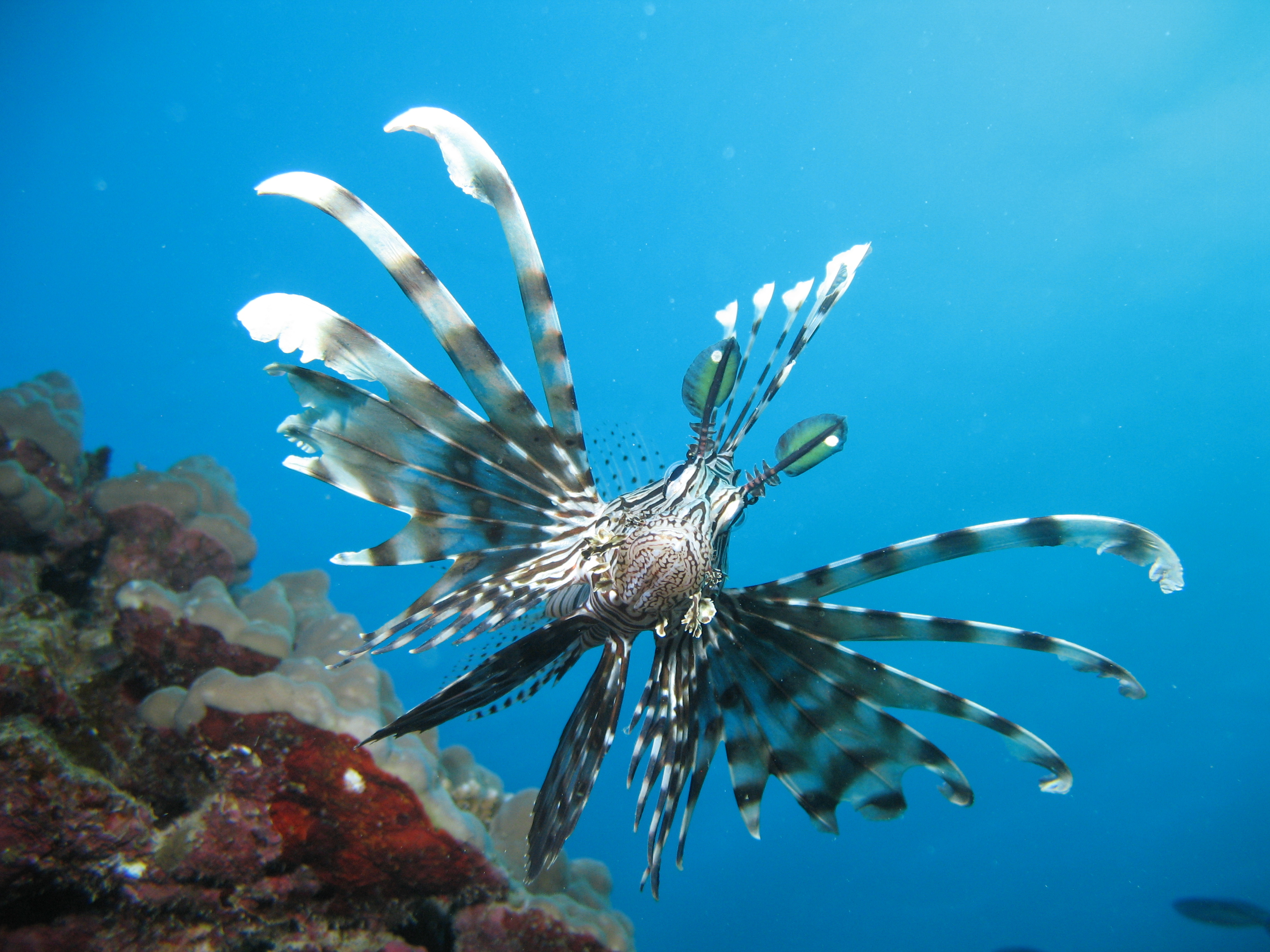
Exemplar nadando no Egito.

## Biologia

### Na natureza
É um peixe noturno, que se esconde em fendas de rochas ou corais durante o dia. Seu habitat natural são recifes de corais e lagunas. Se alimentam de pequenos peixes e crustáceos. Possuem poucos predadores, por ser um peixe venenoso.

### Em aquário
É um peixe semi-agressivo, de fácil manutenção, mas não é recomendado para iniciantes. Por ser um peixe predador, não pode ser mantido com peixes pequenos, como donzelas e peixes-palhaço, pois podem ser predados. Más podem ser mantidos com peixes grandes, como moreias, baiacus, garoupas e peixes-gatilho.

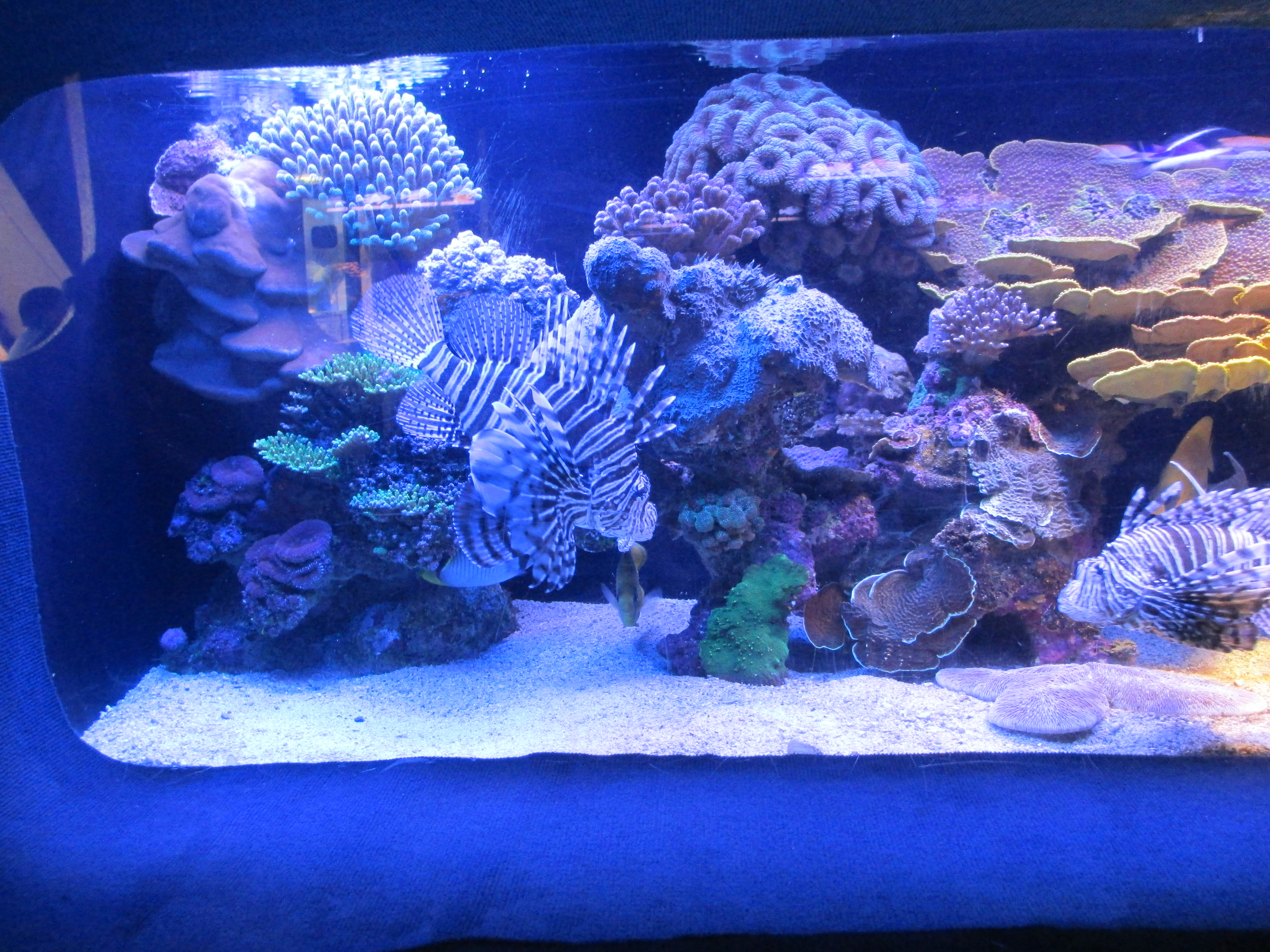
Dois exemplares em um aquário em Israel.

## Distribuição
São nativos do Oceano Índico, do Golfo Pérsico ao Mar Vermelho, até o sul de Port Alfred, África do Sul e leste da Sumatra, Indonésia.
Foram introduzidos no Oceano Atlântico, junto com o peixe-leão-vermelho, na costa da Flórida, EUA e no Mar do Caribe. Também foram avistados exemplares solitários na costa do Malta, Chipre e no Mar Mediterrâneo.

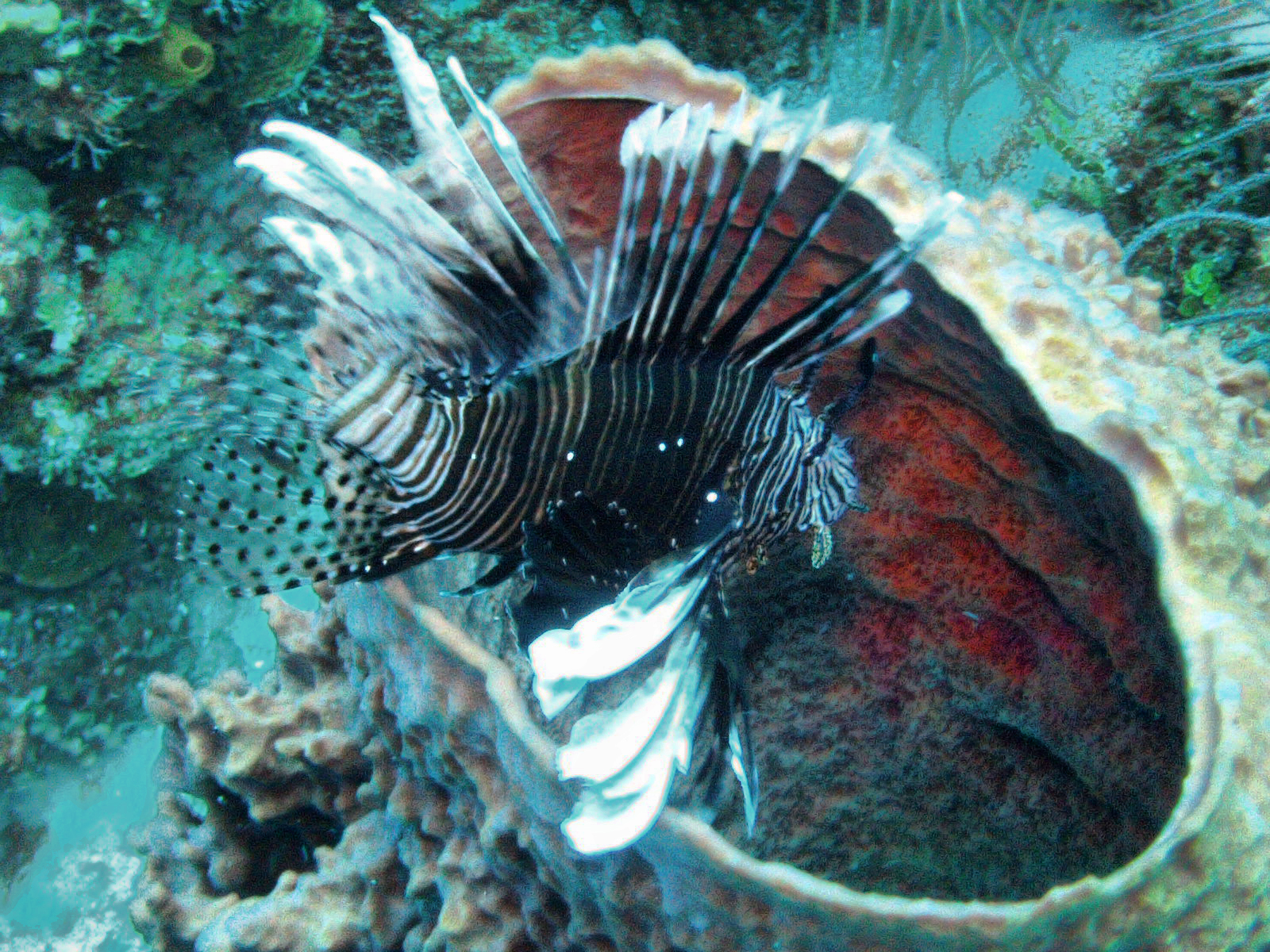
Exemplar invasivo no Mar do Caribe

## Usos humanos
São frequentemente capturados para o comercio de aquários. Vários países caribenhos estão introduzindo o peixe-leão em sua culinária, para ajudar na preservação de espécies nativas. A pesca de peixe-leão é legalizada em quase todos os países caribenhos.